# Rosa fuerte
Rosa fuerte es una película argentina dirigida por María Laura Daríomerlo y protagonizada por Leticia Brédice, Ivana Cur y Pablo Rago. Fue estrenada el 16 de octubre de 2014. 

## Sinopsis
Cristina y Manuel son una pareja como cualquier otra que pasa un simple y aburrido domingo juntos. A medida que pasa el tiempo, la pareja muestra que está en una crisis. Están estancados y no saben cómo seguir hacia delante. Cristina empieza a recibir llamadas de otro hombre y se termina enterando de que va a ser madre.

## Reparto
- Leticia Brédice como Cristina
- Ivana Cur como Manuel
- Pablo Rago
- Santiago Rapela